# Ramsay Richard Reinagle

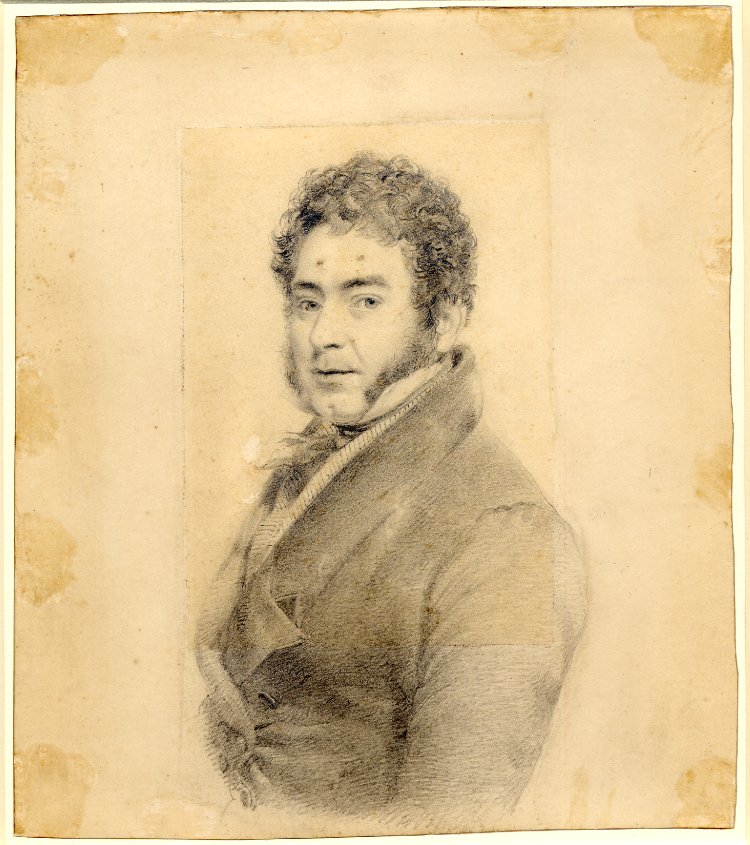
Ramsay Richard Reinagle

Ramsay Richard Reinagle (* 19. März 1775 in London; † 17. November 1862 ebenda) war ein englischer Porträt-, Landschafts- und Tiermaler.

## Leben
Der Sohn des Malers Philip Reinagle, der von seinem Vater unterrichtet wurde, hatte seine erste Ausstellung dreizehnjährig 1788 in der Royal Academy of Arts. Nach Studienreisen nach Rom (1796) und Holland wurde er Mitarbeiter des Panoramamalers Robert Barker am Londoner Leicester Square. Später stellte er (bis 1816) mit Barkers Sohn Thomas Edward Barker Landschafts- und Stadtpanoramen aus Italien, Frankreich und Spanien aus.
1806 wurde er Mitglied der Society of Painters in Watercolours, als deren Präsident er von 1808 bis 1812 fungierte. Daneben stellte er weiter in der Royal Academy aus. 1814 wurde er Anwärter, 1823 Mitglied der Akademie. Er malte einige Porträts, wurde aber vor allem durch Landschaftsgemälde aus Italien und England bekannt wie Loughbrigg Mountain and River Brathy, near Ambleside-Sunset (1808, im Besitz der Tate Gallery).
Daneben betätigte er sich als Bildrestaurator und Kopist von Werken alter Meister. 1848 schickte er an die Royal Academy ein Gemälde Joseph W. Yarnolds, das er nur leicht verändert hatte, als eigenes Werk ein und verlor daraufhin sein Diplom als Mitglied. Er konnte aber dennoch bis 1857 weiter hier ausstellen und
erhielt im Alter eine Pension der Akademie. Auch Reinagles Schwestern Charlotte und Fanny fanden Anerkennung als Landschaftsmalerinnen. Sein Bruder P. A. Reinagle stellte Gemälde von Pferden und Landschaften an der Royal Academy aus. Sein Sohn war der Marinemaler George Philip Reinagle.
Werke Reinagles befinden sich u. a. im Besitz des Fitzwilliam Museum der Universität Cambridge, der National Gallery und der Royal Academy, des Courtauld Institute of Art und der National Portrait Gallery in London, des Indianapolis Museum of Art und der Huntington Library.